# Мистер Олимпия 1980
Мистер Олимпия 1980 — самое значимое международное соревнование по культуризму, проходившее 4 октября 1980 года в Сиднее (Австралия) под эгидой Международной федерации бодибилдинга (англ. International Federation of Bodybuilding, IFBB).
Это был 16-й по счету турнир «Мистер Олимпия». Свою седьмую победу на конкурсе одержал Арнольд Шварценеггер.

## История
Конкурс Мистер Олимпия 1980 года стал самым представительным из всех прошедших до него. 16 сильнейших атлетов мира приняли участие в борьбе за статуэтку Сандова.
В 1980 году Арнольд готовился к съёмкам в фильме «Конан Варвар» и активно тренировался, тогда ему пришла идея выступить на конкурсе Мистер Олимпия 1980 года который должен был пройти в Сиднее, Австралия. Арнольд Шварценеггер провел 8 недель тяжелых тренировок готовясь к выступлению, хотя все были уверены что это подготовка к съемкам фильма. Его участие в турнире держалось в тайне, даже когда он ступил на борт самолета летящего в Австралию никто не знал о его намерении участвовать в турнире. Все стало ясно только после получения номера участника уже в Сиднее.
Все атлеты на турнире 1980 года были на уровне Шварценеггера, а некоторые (как считают эксперты) даже превосходили его. Тем не менее решением большинства судей победа была отдана 6-кратному чемпиону. Сам Арнольд оценивал свою форму как 90 % от своего лучшего результата. О своей последней победе Арнольд сказал так: — «Я был в очень плохой форме, но мне не было равных».
Турнир стал последним соревнованием «Мистер Олимпия» для Арнольда Шварценеггера и Майка Ментцера.

## Судейство
В жюри турнира вошли Рег Парк, Митс Кавасима, Альберт Бусек, Дэн Ховард, Брендан Райан, Жак Бломмерт и Майк Валчак.
Победа Шварценеггера, который по его собственному признанию был не в лучшей форме, вызвала недоумение всех остальных пятнадцати конкурсантов. По их единодушному мнению жюри приняло неверное решение. Даже журналистская группа CBS Sports, освещавшая события турнира оказалась в растерянности, ожидая, что чемпионом будет назван Майк Ментцер, занявший по итогам судейского голосования лишь пятое место.
Недовольство судейством на Олимпии 1980 со стороны атлетов было настолько велико, что ведущие культуристы (Фрэнк Зейн, Майк Ментцер и Бойер Коу) вскоре после турнира в знак несогласия объявили о бойкоте со своей стороны следующей Олимпии. Они призывали поддержать этот бойкот и других атлетов (в частности, сначала к ним присоединился Крис Дикерсон, но затем изменил свое решение). 

## Абсолютная категория
| Место | участник             | страна    |
| ----- | -------------------- | --------- |
| 1     | Арнольд Шварценеггер | Австрия   |
| 2     | Крис Дикерсон        | США       |
| 3     | Фрэнк Зейн           | США       |
| 4     | Бойер Ко             | США       |
| 5     | Майк Ментцер         | США       |
| 6     | Роджер Уолкер        | Австралия |
| 7     | Рой Каллендер        | Канада    |
| 8     | Деннис Тинерино      | США       |
| 9     | Том Платц            | США       |
| 10    | Денни Падилья        | США       |
| 11    | Эд Корни             | США       |
| 12    | Тони Эммот           | Англия    |
| 13    | Рой Дювал            | Англия    |
| 14    | Кейси Вайатор        | США       |
| 15    | Самир Баннут         | Ливан     |
| 16    | Кен Уоллер           | США       |

## Фильм
О триумфальном возвращении после 5-летнего перерыва шестикратного «Мистера Олимпия» Арнольда Шварценеггера австралийский режиссёр Кит Лафлин снял документальный фильм «Возвращение» (1980).